# Julie Silver
Julie Silver (Příbram, República Checa; 11 de agosto de 1981) es una actriz pornográfica y modelo erótica checa.

## Biografía
Nació en agosto de 1981 en Příbram, ciudad de la región de Bohemia Central de República Checa. Se saben pocos datos de su biografía anteriores a 2002, cuando a sus 21 años fue descubierta por el director alemán Tom Herold, con quien consiguió sus primeros papeles como actriz pornográfica. Posteriormente le siguieron trabajos con Pierre Woodman, Rocco Siffredi, Marc Dorcel y Alessandro Del Mar.
Como actriz, ha trabajado con productoras europeas y estadounidenses como Zero Tolerance, Jules Jordan Video, Mile High, Private, Marc Dorcel, 3rd Degree, Elegant Angel, Wicked, New Sensations, Evil Angel, Hustler o Doghouse Digital, entre otras.
En tres ocasiones (2004, 2005 y 2011) fue nominada en los Premios AVN en la categoría Mejor escena de sexo en producción extranjera por los respectivos trabajos de Out Numbered, Semen Sippers y La Corsetry La Femme. También en estos premios, en 2005 y 2006, fue introducida entre las candidatas a Artista femenina extranjera del año.
En 2006, en el los premios celebrados en el Festival Internacional de Cine Erótico de Barcelona (FICEB), Julie Silver se alzó con el Premio Ninfa a Mejor actriz de reparto por su trabajo en la producción de Private Kill Thrill.
Se retiró en 2012, habiendo aparecido en algo más de 340 películas como actriz.
Algunas cintas suyas son Anal Annihilations, Best Friends 21, Creamery, Dasha Gets Real, Epic Global Orgies, Flesh For Sale, Harder Faster, Illusion, Mr. Orange, POV Centerfolds 5, Ritual, Story of Yasmine o Travelling Czechs.

## Premios y nominaciones
| Año  | Ceremonia  | Resultado | Premio                                        | Trabajo              |
| ---- | ---------- | --------- | --------------------------------------------- | -------------------- |
| 2004 | Premio AVN | Nominada  | Mejor escena de sexo en producción extranjera | Out Numbered         |
| 2005 | Premio AVN | Nominada  | Artista femenina extranjera del año           | —                    |
| 2005 | Premio AVN | Nominada  | Mejor escena de sexo en producción extranjera | Semen Sippers        |
| 2006 | Premio AVN | Nominada  | Artista femenina extranjera del año           | —                    |
| 2006 | FICEB      | Ganadora  | Premio Ninfa a Mejor actriz de reparto        | Kill Thrill          |
| 2011 | Premio AVN | Nominada  | Mejor escena de sexo en producción extranjera | La Corsetry La Femme |